# Melitaea tibetana
Melitaea tibetana är en fjärilsart som beskrevs av Fawcett 1904. Melitaea tibetana ingår i släktet Melitaea och familjen praktfjärilar. Inga underarter finns listade i Catalogue of Life.